# 鹿島建設爆破事件
鹿島建設爆破事件（かじまけんせつばくはじけん）とは、1974年（昭和49年）12月23日に東京都江東区で発生した東アジア反日武装戦線「さそり」グループによる爆弾テロ事件。連続企業爆破事件の一つである。東アジア反日武装戦線側の呼称は「花岡作戦」。

## 標的の来歴
標的となった鹿島建設は、財閥系企業ではなかったが、戦時中に花岡事件を起こしたことでも知られている。東アジア反日武装戦線は「鹿島建設の反革命犯罪にオトシマエをつけさせる」とし、テロの標的とした。作戦名の「花岡作戦」は、花岡事件に由来する。

## 事件の概要
東アジア反日武装戦線「さそり」グループは、黒川芳正や宇賀神寿一を構成員とするグループで、特に日雇い労働者問題に関心を持っていた。鹿島建設を標的としたのは「花岡事件を起こした犯罪企業」という理由だけでなく、日雇い労働者を搾取するゼネコンに対する攻撃の意図もあった。
1974年12月23日午前3時10分、東京都江東区の鹿島建設のKPH（鹿島式プレハブハウス）工場の資材置場が爆破された。大成建設爆破事件のように鹿島建設の本社を狙わなかったのは、現場労働者の「覚醒」を促す意味があったという。